# The Knockouts
The Knockouts är ett svenskt rockband från Stockholm, som bildades 1996. Bandet består av Johan Frandsen (sång och gitarr), Kennet Stone (ståbas) och Ted Jergelind (trummor). 
Deras sound skulle kunna kategoriseras som punkrock blandad med rockabilly.

## Historia

### Början
The Knockouts startades av Johan Frandsen 1996. Startskottet blev den självbetitlade debutsingeln som släpptes 1998, producerad av Thomas Skogsberg.
Åren 1999 till 2001 tillbringades med att turnera, samt skriva och förbereda låtmaterial till inspelningen av första fullängdaren Skyline Supernova. Bandet medverkade även på samlingen A Fistfull of Rock utgiven av Devil Doll Records. Vidare spelade de på Hultsfredsfestivalen.

### The Knockouts självbetitlade EP
Efter två års turnerande och en tid efter Skyline Supernova formades trion om 2003, då trummisen Ted Jergelind fick en plats i bandet. Strax efter, tidigt år 2004, begav de sig in i studion igen och spelade in en fyraspårs-EP, självbetitlade The Knockouts. Under åren 2004–2006 fortsatte de turnera i Sverige, Tyskland och Spanien samt skriva nytt material till sitt andra fullängdsalbum. Samtidigt turnerade även Johan Frandsen i Europa och USA med det svenska rockabillybandet The GoGetters. Han spelade över 300 gig med dem.

### El Fin De La Guerra
Efter ytterligare turnéer mellan åren 2006-2008, skrev bandet nya låtar. Det som sen blev albumet El Fin De La Guerra (DVI/Generation Tones). Det spelades in oktober 2007 och släpptes den 1 februari 2008. Med denna platta följde en turné i Europa och USA. Turnénplanen löpte genom Sverige, Finland, Tyskland, Österrike och Tjeckien, samt USA:s västkust. Under våren 2009 medverkade The Knockouts på tre olika Earth Hour event i Peace & Love's regi. Sommaren följdes av flera festivalgig, bland annat på Peace & Love och West Coast Riot.

### Among the Vultures

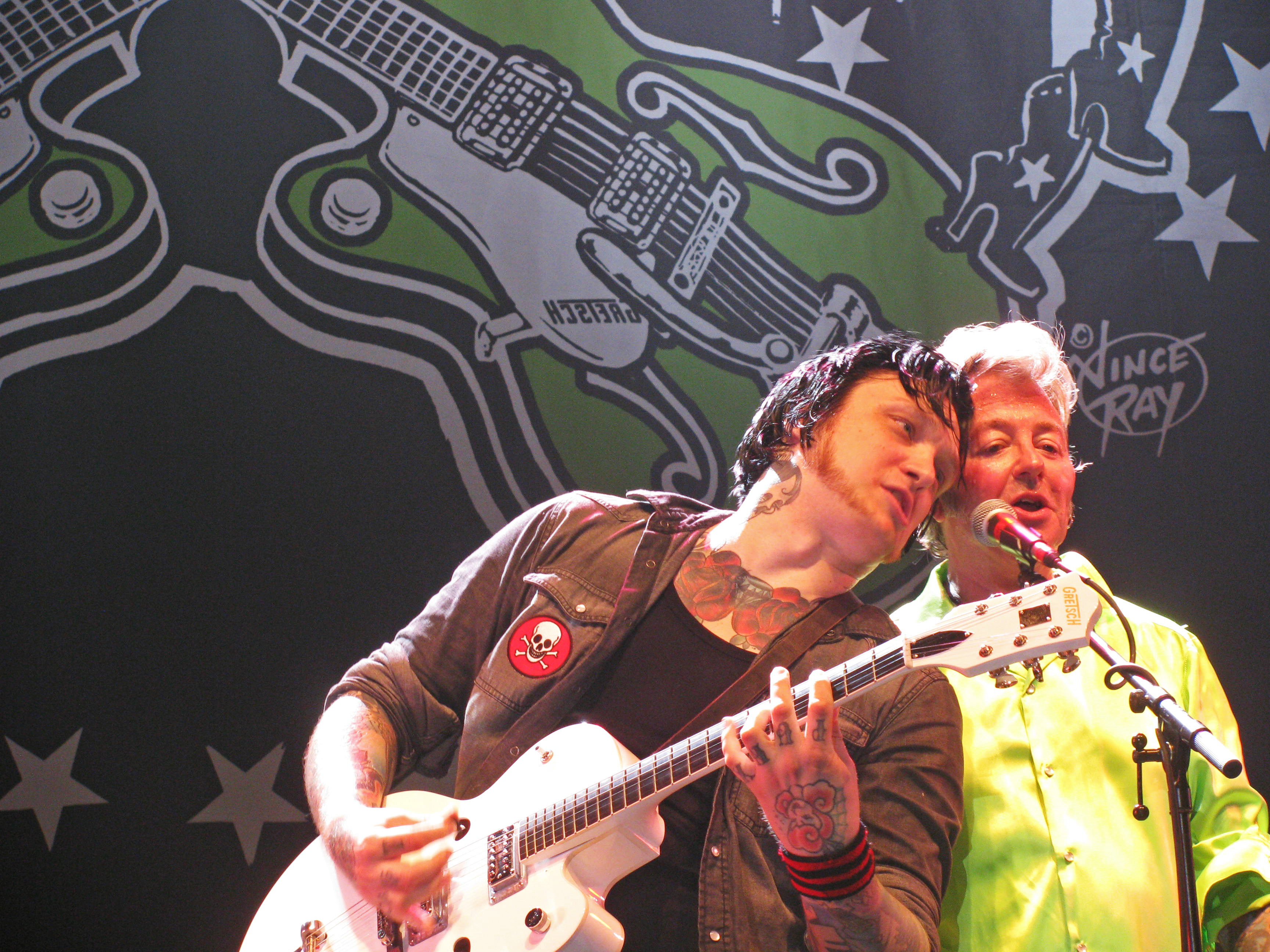
Johan Frandsen och Brian Setzer i Helsingfors under "Brian Sezter Rockabilly Riot Tour!" juli 2011.

Among the Vultures producerades och spelades in på sex dagar med Thomas Johansson i "The Panic Room" i Skara. Detta album har fått lovord och många bra recensioner. Singeln "Under the Light" har fått uppmärksamhet och spelats i radion både i Skandinavien, resten av Europa och USA. The Knockouts låt "Heat for the Hunted" blev 2009 utvald av radioprogrammet P3 Rock som tredje bästa låt 2009. Among the Vultures vann "American Independent Music Award 2011" för "Best Punk Album".
Under sommaren 2011 turnerade The Knockouts tillsammans med frontmannen i legendariska Stray Cats, Brian Setzer, som backing på hans "Brian Setzer's Rockabilly Riot Tour!" med spelningar i Spanien, Danmark, Sverige och Finland.

### 5000 Miles From Louisville
2012–2013 arbetade The Knockouts på sitt nya album, 5000 Miles From Louisville. Albumet spelades in och mixades i Park Studio i Stockholm i loppet av tio dagar i februari 2013. Albumet producerades av Stefan Broman från Park Studio och Johan Frandsen.

## Medlemmar
Nuvarande medlemmar
- Johan Frandsen – gitarr, sång (1996– )
- Ken Stone – ståbas, sång  (2009– )
- Ted Jergelind – trummor, sång (2003– )

Tidigare medlemmar
- Mike Brunkvist – basgitarr (1997–2008)
- Ville Kovero – trummor (1996–2003)

## Diskografi
Studioalbum
- 2000 – Skyline Supernova
- 2007 – El Fin De la Guerra
- 2009 – Among the Vultures (Diamond Prime Music / Sound Pollution AB)[7]
- 2013 – 5000 Miles From Louisville (Diamond Prime Music / Sound Pollution AB)[11]

EP
- 2004 – The Knockouts EP (Diamond Prime Music)

Singlar
- 1998 – "The Knockouts" ("Can I Look But Not Touch?" / "Knockin' Back") (7” Vinyl)
- 2009 – "Under The Light" (Diamond Prime Music / Sound Pollution AB)
- 2010 – "Ever Been Hurt" (Diamond Prime Music / Sound Pollution AB)
- 2011 – "A Lie Like in Natalie" (Diamond Prime Music / Sound Pollution AB)
- 2011 – "I Want You to Want Me" (Diamond Prime Music / Sound Pollution AB)
- 2013 – "Days Long Gone" (Diamond Prime Music / Sound Pollution AB)